# Resolution 1718 des UN-Sicherheitsrates
Die Resolution 1718 des UN-Sicherheitsrates wurde durch den  Sicherheitsrat der Vereinten Nationen auf seiner 5551. Sitzung am 14. Oktober 2006 einstimmig angenommen. Sie verhängt eine Reihe von wirtschaftlichen Sanktionen gegen Nordkorea als Reaktion auf den nordkoreanischen Kernwaffentest vom 9. Oktober 2006.
Kernpunkte der Resolution sind:
- Nordkorea muss alle seine Kernwaffen, Massenvernichtungswaffen und ballistischen Raketen vernichten.
- Nordkorea muss „ohne Vorbedingungen“ zu den Sechs-Parteien-Gesprächen zurückkehren.
- Die Schiffe mit Gütern nach und von Nordkorea können angehalten und auf Massenvernichtungswaffen und dafür taugliches Material inspiziert werden.
- Der Verkauf von Kriegsmaterial, beispielsweise Hubschrauber, Kampfflugzeuge, Panzer, Artilleriegranaten, Raketen und damit verbundener Technologie nach und von Nordkorea ist verboten.
- Finanzbesitz von Individuen und Unternehmen, die in das nordkoreanische Waffenprogramm involviert sind, wird eingefroren.
- UN-Mitgliedsstaaten ist es verboten, Luxusgüter nach Nordkorea zu exportieren.

Die Resolution beruft sich ausdrücklich auf Kapitel VII der Charta der Vereinten Nationen, das die Anwendung von Gewalt erlaubt. Jedoch sind militärische Aktionen auf Wunsch von Russland und China, den wichtigsten Handelspartnern Nordkoreas, in der Resolution nicht vorgesehen. Die Resolution erlaubt nur „friedliche Sanktionsmaßnahmen“. Die fünf Veto-Mächte hatten tagelang um den Resolutionstext gerungen und China setzte sich mit der Forderung durch, dass weitergehende Maßnahmen eine neuerliche Entscheidung des Sicherheitsrates erfordern.
Der UN-Sicherheitsrat war im Vorfeld entschlossen gewesen, durch eine geschlossene Haltung bei der Verabschiedung der Resolution ein klares Signal nach Pjöngjang hinsichtlich seiner Verurteilung des Atomwaffentests vom 9. Oktober zu senden. Sowohl China als auch Russland waren allerdings besorgt, dass die Kontrolle von Schiffen zu Konfrontationen zwischen der nordkoreanischen Marine und der United States Navy führt.
Der nordkoreanische UN-Botschafter Pak Kir-yŏn reagierte mit einem kurzen Statement, in welchem Nordkorea dem Sicherheitsrat „Gangster-Methoden“ vorwarf. Später sagte er vor Journalisten, dass sein Land das Verhalten des Sicherheitsrates als „Kriegserklärung“ interpretiere.